# Yasuhiro Ebi
Yasuhiro Ebi –en japonés, 海老 泰博, Ebi Yasuhiro– (27 de febrero de 1989) es un deportista japonés que compitió en judo. Ganó una medalla de plata en el Campeonato Asiático de Judo de 2013 en la categoría de –81 kg.

## Palmarés internacional
| Campeonato Asiático | Campeonato Asiático | Campeonato Asiático | Campeonato Asiático |
| Año                 | Lugar               | Medalla             | Categoría           |
| ------------------- | ------------------- | ------------------- | ------------------- |
| 2013                | Bangkok (Tailandia) | Medalla de plata    | –81 kg              |